# سرتاک گولوی
سرتاک گولوی (انگلیسی: Sarthak Golui؛ زادهٔ ۳ نوامبر ۱۹۹۷) بازیکن فوتبال اهل هند است.
از باشگاه‌هایی که در آن بازی کرده‌است می‌توان به باشگاه ورزشی موهان باگان اشاره کرد.
وی همچنین در تیم‌های ملی فوتبال India U16 و India U19 و India U23 و هند بازی کرده‌است.